# 基什·拉约什
基什·拉约什（匈牙利語：Kiss Lajos，1934年5月22日—2014年8月31日），匈牙利男子皮划艇运动员。他曾代表匈牙利参加1956年夏季奥林匹克运动会皮划艇比赛，获得男子单人皮艇1000米铜牌。